# 吉岡ひとみ
吉岡 ひとみ（よしおか ひとみ、1955年2月9日 - ）は、日本の元女優。本名(旧姓)は同じ。
大阪府出身。身長163cm、体重47kg。大阪女子短期大学高等学校卒業。

## 来歴・人物
大阪女子短期大学高校では天童よしみとクラスメート。卒業後、親戚にあたる俳優の西山嘉孝の勧めで劇団新春座に入団。新春座研究生時代の1974年、NHKのテレビドラマ『花ぐるま』で主演の島田陽子の友人・佐山かつ子役で正式デビュー。当時の目標とする女優は中野良子であった。
その後も関西を拠点に活動した後で上京する。悪女役が多く、刑事ドラマ・時代劇では重宝され、特撮ドラマ『ロボット8ちゃん』、『宇宙刑事シャリバン』ではレギュラーで活躍。その一方で角川映画『蘇える金狼』では、一途に片思いしながら、見ず知らずの男に襲われる女を演じた。
『宇宙刑事シャリバン』終了後、共演したスタントマン・清水朗と結婚し引退。のちに『新婚さんいらっしゃい!』に夫婦で出演した経歴がある。
2021年8月、『宇宙刑事シャリバン』で共演していた降矢由美子らのYouTubeチャンネル『ふるうなchannel』に出演し、ドクターポルターの衣装のヘルメットを保持していることが明かされた。
特技は日本舞踊、琴。

## 出演

### テレビドラマ
- けったいな人々[2]（1973年、NHK）
- 花ぐるま（1974年、NHK） - 佐山かつ子
- 暗闇仕留人 第10話「地獄にて候」（1974年、ABC） - おひさ
- 冬の旅（1976年、CX）
- ドラマ人間模様 冬の桃（1977年、NHK）
- Gメン'75（TBS）
  - 第92話「女の留置場」（1977年） - 戸川ミキ(演:江夏夕子)の遊び仲間
  - 第98話「女子大生の中のニセ刑事」（1977年） - 暴行された二人目の被害者
  - 第101話「切り裂きジャック連続殺人事件」（1977年） - 照代（電車内の乗客）
  - 第107話「俺のスーパーカーの葬式」（1977年） - 石丸ユカ
  - 第114話「極秘捜査・赤ちゃん誘拐!」（1977年） - 山岸輝子
  - 第122話「18才 ひと夏の経験」（1977年） - 青木直子
  - 第154話「女刑事・初めての体験」（1978年） - モデル
  - 第163話「首のない女の人形」（1978年） - 白石明美
  - 第189話「危機一髪! お年玉爆弾カメラ」（1979年） - ヒトミ
  - 第197話「非行少女・ミキ」（1979年） - リサ
  - 第220話「お化けに呼ばれた嘘つき少年」（1979年） - 谷村の同棲相手
  - 第236話「国会議員宿舎の連続強盗事件」（1979年） - 西ヶ谷の女
  - 第256話「死体と呼ばれた女刑事」（1980年） - マユミ
  - 第270話「香港カラテ殺人旅行」（1980年） - 遠山真理
  - 第282話「肉体のない女が呼んでいる」（1980年） - 石田奈美
  - 第289話「裸の女囚たち」（1980年） - 柳田ミカ
  - 第303話「殺し屋新婚夫婦」（1981年） - 村瀬久美子
  - 第314話「赤いレインコートの暗殺者」（1981年） - 竹井千鶴婦警
  - 第344話「真夜中の眼」（1982年） - 村田ツネオの見合い相手
  - Gメン'82 第14話「香港の女必殺拳」（1983年） - 野本マリ
- 特捜最前線（ANB）
  - 第28話「恐喝 にせ女子大生日記」（1977年）
  - 第48話「惜別・指のない焼死体」（1978年）
  - 第74話「死体番号004の男!」（1978年）
  - 第122話「痴漢になった警官!」（1979年）
  - 第144話「ヨーコ・二人だけの新春哀歌!」（1980年）
  - 第230話「ストリップ・スキャンダル!」（1981年）
- 赤い絆 第5話「判決下る! 愛と憎しみの中で」（1977年、TBS）
- 日本巌窟王（1979年、NHK）
- あさひが丘の大統領 第18話「青春って何ですか?」（1979年、NTV）
- 鉄道公安官 第2話「裏切りの北帰行」（1979年、ANB） - 山上悦子
- 大空港 第50話「ギャング対特捜部 現金輸送車ジャック!」（1979年、CX） - 野口巡査の妻
- 太陽にほえろ!（NTV）
  - 第380話「見込捜査」（1979年） - 大野寛子
  - 第547話「ドックの恋愛術」（1983年） - 松本明美
- ザ・スーパーガール 第37話「夜の処刑台 レイプされた女刑事」（1979年、12ch） - 警視庁麻薬課・下川マチコ刑事
- 西遊記II 第17話「泣くな八戒! 瞳の中の愛」（1980年、NTV）
- 新・江戸の旋風 第5話「抜いた十手に情けは無用!!」（1980年、CX） - おぬい
- 噂の刑事トミーとマツ（TBS）
  - 第1シリーズ 第23話「男ならトミコぬきで勝負しろ」（1980年）
  - 第2シリーズ（1982年）
    - 第4話「トミー失神!マツの死を呼ぶ警察手帳」 - スナックのママ
    - 第20話「絶望! 火葬場行き死の特急便」
- ミラクルガール 第9話「女王の乳房を狙え」（1980年、12ch / 東映）- 北野みどり
- 桃太郎侍 第194話「大江戸娘番長」（1980年、NTV）
- 土曜ワイド劇場 / エマニエルの美女 （1980年、ANB） - 山村弘子
- 江戸の朝焼け 第14話「殺し屋・辰吉」（1980年、CX）
- ザ・ハングマン 燃える事件簿（ABC）
  - 第6話「オオカミ達の変奏曲」（1980年） - マイトの情婦
  - 第39話「悪医者は吸血処刑」（1981年） - 看護婦長
- プロハンター 第8話「夜を探せ」（1981年、NTV）
- 警視庁殺人課 第14話「連続美女殺人事件・女を喰う虫」（1981年、ANB）
- 闇を斬れ 第20話「本日鬼退治の日にて候」（1981年、KTV）  - お春
- 大江戸捜査網 第425話「掟に泣く隠密同心」（1982年、12ch） - 堀田大和守の奥方
- ロボット8ちゃん（1981年-1982年、CX） - バラバラギャル
- ザ・サスペンス / 柿ノ木坂の首吊り殺人事件（1982年、TBS）
- 宇宙刑事シリーズ（ANB）
  - 宇宙刑事ギャバン 第28話「暗黒の宇宙の海・さまよえる魔女モニカ」（1982年） - モニカ
  - 宇宙刑事シャリバン（1983年 - 1984年） - ドクターポルター
- スーパーポリス 第4話「Oh! 女子大寮で張込み生中継」（1985年、TBS） - ともこ

### 映画
- 十代 恵子の場合（1979年、東映） - 山の手のお竜
- 蘇える金狼（1979年、東映） - 西川朱実
- 野獣死すべし（1980年、東映） - 石島
- 闇に抱かれて（1982年、にっかつ） - 本間敏江

### 書籍
- グラフNHK（1974年9月1日号、NHKサービスセンター） - 素顔の新進
- ロボットはっちゃん大図鑑（1981年、 講談社）